# Trận Chernihiv
Trận Chernihiv diễn ra từ ngày 24 đến ngày 25 tháng 2 năm 2022 trong khuôn khổ chiến tranh Nga xâm lược Ukraina 2022.

## Diễn biến
Vào lúc 03:27 (UTC + 2), một đại úy và hạ sĩ từ Lữ đoàn đổ bộ đường không cận vệ số 11 của Nga đã đầu hàng Lực lượng vũ trang Ukraine gần Chernihiv. Cùng ngày, Ukraine tuyên bố rằng một trung đội trinh sát thuộc Lữ đoàn súng trường cơ giới số 74 đã đầu hàng.
Theo Bộ Quốc phòng Anh, các lực lượng Nga tấn công Chernihiv vào ngày 24 đã bị chặn đứng bên ngoài thành phố.
Vào lúc 08:34 (UTC + 2), quân đội Ukraine đã đẩy lùi một cuộc tấn công của quân đội Nga ở Chernihiv và thu giữ các thiết bị và tài liệu quân sự của Nga.
Vào lúc 14:25 (UTC + 2), Bộ Quốc phòng Nga thông báo rằng họ đã bao vây Chernihiv và đang phong tỏa thành phố.